# Marcel Pierre
Marcel Pierre (né le 15 avril 1897 à Bréel et mort le 3 septembre 1969 à La Ferté-Macé) est un sculpteur et peintre français. Marcel Pierre a fait toute sa carrière de peintre et de sculpteur à La Ferté-Macé. C’est là qu’il s’est formé et a produit une œuvre diversifiée qui rayonne sur toute la Normandie. 

## Biographie
Lucien Marcel Albert Pierre est né à Bréel, au hameau de la Rôrie. Il a passé son enfance dans son village natal où son père était tailleur de pierre à la carrière du Blanc Rocher. Sa mère était blanchisseuse. Il a révélé très vite des dons pour le dessin. Dès 1910, son mentor Louis Orhant, peintre-décorateur à la Ferté-Macé le prend très vite sous son aile, pour qu’il continue dans cette voie. Mais la guerre est déclarée en 1914 Il est incorporé le 7 janvier 1916 dans le 5e régiment d’infanterie, puis au 132e RI. Le 15 octobre 1918, il est blessé et évacué. Le sculpteur normand ne revient sur ses terres que le 14 février 1919. Dès lors, son œuvre sera influencée par la Première Guerre mondiale.
Marcel Pierre s'installe ensuite à La Ferté-Macé. Artiste très discret, qui n’a jamais cherché à mettre trop en avant ses sculptures, il réalisera 13 monuments commémoratifs de la Première Guerre mondiale, visibles à Bréel, à Aubusson, à Sainte-Honorine-la-Guillaume, à Messei, à Carrouges, à Lignou, à Marquéglise dans l'Oise (piédestal, bas-relief, Victoire ailée, poilus dans les tranchées, croix de guerre, etc.) ainsi que dans sa nouvelle ville de résidence. Le monument de Bagnoles-de-l’Orne est demeuré inachevé. Il avait été commandé par une riche demoiselle mais il n’a jamais été érigé à cause d’un grand crucifix.
Marcel Pierre a également réalisé des monuments de la Reconnaissance de la guerre dans les villes non bombardées (dont la scène de La Reconnaissance à l'église Notre-Dame de La Ferté-Macé), des sculptures, des calvaires, 25 œuvres religieuses, des tableaux et des statues, notamment à la basilique des Tourailles. Il a aussi sculpté quelques pierre tombales pour le cimetière de La Ferté-Macé. Au total, environ 110 œuvres de sa main ont été référencées. 
Le monument d'Aubusson présente quelques particularités. Réalisé en 1921 et inauguré le 13 novembre 1921, il a été sculpté en mortier de ciment. Marcel Pierre utilisa le modelage à la main avec ce matériau, une technique assez rare qui impliquait une rapidité d'exécution et un faible coût de revient. De plus, l'artiste a inclus dans le monument de vrais accessoires tel que le fusil tenu par la main droite du poilu.
Par ailleurs, dans l'atelier de Marcel Pierre à La Ferté-Macé, deux poilus de 2,20 mètres de haut sont toujours présents, tandis que deux autres sont encore à Bagnoles.
Son œuvre maîtresse est, incontestablement[réf. nécessaire], le Monument de la Victoire de la Ferté-Macé, qui constitue un exemple de syncrétisme remarquable[réf. nécessaire]. Marcel Pierre ne briguait pas les honneurs, pourtant ce monument aux morts, avec une iconographie riche et très documentée[non neutre], est mondialement connu[réf. nécessaire]. Il exalte divers sentiments tels que l'amour de la patrie, de la famille, le sens du devoir, de la ténacité, de la solidarité, la fierté de la victoire. Cependant, il témoigne également d'une animosité très marquée à l'égard de l'ennemi qu'il représente sous des traits franchement patibulaires que l'occupant de 1940 n'appréciera évidemment pas. Ce monument, sculpté entre 1926 et 1928, a été inauguré en octobre 1928. Le monument représente un soldat, dont le modèle est Maurice Retour, industriel de la Ferté Macé mort durant la Première Guerre Mondiale, qui piétine un aigle impérial, symbole de l’Allemagne. 
Aujourd’hui encore, cette sculpture, une colonne quadrangulaire avec bas-reliefs, groupes de poilus et une famille (femme et enfants), se caractérise par la finesse des traits de ses personnages, permettant de ressentir toute l’émotion évoquée par Marcel Pierre dans son œuvre[réf. souhaitée]. Autre spécificité de ce monument, le poilu a le visage de l'industriel fertois Maurice Retour, un jeune capitaine mort au combat parmi ses hommes durant le premier conflit mondial. Il avait été choisi comme un exemple de la jeunesse des soldats, mais aussi de par sa morale.
Sous l’Occupation allemande, le chef de la Kommandantur menaça de dynamiter le monument. Il a appelé le docteur Ernest Poulain, alors maire, mais l'élu demanda à sauter avec le monument si cette décision était maintenue. Un compromis fut trouvé : l'officier demanda à connaître le sculpteur et ordonna que l’aigle, terrassé par le soldat vainqueur, disparaisse. C'est ainsi que Marcel Pierre fut contraint d'effacer certains détails, jugés offensants par les Allemands.  
Après la Seconde Guerre mondiale, l'œuvre de Marcel Pierre deviendra le symbole des deux guerres et de la Résistance. 
Il réalisera les sculptures du Monument de la Résistance de l'Orne à Argentan.
En 1949, Marcel Pierre s'applique à rendre au Monument de la Victoire de la Ferté-Macé son cachet d'origine. L'aigle réapparaît, foulé par le soldat, mais présenté d'une façon un peu différente. Quelques années plus tard, l'aigle en plâtre disparaît à nouveau, victime des intempéries[réf. nécessaire].
Enfin, le monument dédié aux poilus de la Première Guerre mondiale que l'auteur a réalisé pour son village natal, Bréel, est considéré comme le plus original et le plus vivant [sic] au niveau national[réf. souhaitée]. Ce monument aux morts n'est d'ailleurs pas la seule œuvre que Marcel Pierre a réalisé pour Bréel. Dans l'église Saint-Pierre-et-Saint-Paul de la commune est scellée au mur une plaque commémorative en bas-relief représentant un poilu gisant orné de feuilles de chêne et d'olivier, ainsi que d'une croix de guerre.
Par ailleurs, en 1929, Marcel Pierre était devenu le directeur de l’école municipale de dessin. En 1951, il devient conservateur du musée municipal et, de 1955 à 1967, il est membre du conseil municipal de La Ferté-Macé.
Marcel Pierre était un artiste patriote. Ancien combattant, il fut marqué par la guerre qui est très présente dans son œuvre. Il était également un artiste chrétien. Il était un croyant fervent ce dont témoignent ses œuvres religieuses. C’était un artiste sensible, généreux, humain à l’image de son style réaliste, sans artifice, expressif et très évocateur.

## Œuvres

### Œuvres sculptées patriotiques
| Années | Communes                     | Œuvres |
| ------ | ---------------------------- | --- |
| 1921   | Bréel                        | Monument aux morts et bas-relief d’un gisant « mort pour la Patrie »                                         |
| 1921   | Aubusson                     | Monument aux morts                                                                                           |
| 1921   | Sainte-Honorine-la-Guillaume | Monument aux morts                                                                                           |
| 1922   | Carrouges                    | Monument aux morts                                                                                           |
| 1922   | Messei                       | Monument aux morts                                                                                           |
| 1924   | Marquéglise (Oise)           | Monument aux morts                                                                                           |
| 1924   | Réveillon                    | Monument aux morts                                                                                           |
| 1925   | Tessé-la-Madeleine           | Monument aux morts                                                                                           |
| 1925   | La Ferté-Macé                | La tranchée                                                                                                  |
| 1926   | Notre-Dame-du-Rocher         | Monument aux morts                                                                                           |
| 1926   | La Ferté-Macé                | Monument de la Victoire                                                                                      |
| ?      | Sées                         | Stèle commémorative des prêtres et séminaristes morts en 1914-1918                                           |
| 1936   | Saint-Michel-des-Andaines    | Monument aux morts                                                                                           |
| 1939   | Bagnoles-de-l’Orne           | Monument aux morts (inachevé)                                                                                |
| 1946   | Lignères-la-Doucelle         | Stèle de la Fouchardière à la mémoire de résistants exécutés en juin 1944 (Maquis de Lignières-la-Doucelle). |
| 1948   | Lignères-la-Doucelle         | Le guetteur (un maquisard)                                                                                   |
| 1949   | Domfront                     | Monument aux victimes civiles des bombardements de juin 1944.                                                |
| 1953   | Lignou-de-Briouze            | Monument aux morts                                                                                           |
| 1957   | Argentan                     | Monument de la Résistants de l’Orne                                                                          |

### LeMonument aux morts de La Ferté-Macé
Inauguré le 7 octobre 1928, le Monument aux morts de La Ferté-Macé est l’œuvre maîtresse de Marcel Pierre qui s’engagea lui-même dans le conflit mondial en 1914, l’année de ses 17 ans. Placé au cœur de la ville, il a été construit à partir de gros blocs de pierre blanche et de granit des Vosges et a nécessité deux ans de travail à l’artiste. L’originalité de cette œuvre est de présenter les différentes étapes de la première Guerre mondiale sur quatre hauts reliefs. Si on fait le tour du monument dans le sens horaire, on commence par la face nord sur laquelle on voit la mobilisation du 2 août 1914. Le mari part à la guerre et sa fille s’accroche à sa veste. Son épouse lui dit au-revoir et derrière eux, le grand-père console son petit-fils. Les clochers de la ville ainsi que les outils du tisserand apparaissent en arrière-plan. Puis on passe à la face est où l’on voit l’invasion et l’exode d’août à septembre 1914 avec le départ de la famille à l’arrivée de l’armée allemande. Initialement, un officier et un soldat ennemis étaient sculptés en arrière-plan. Comme pour l’aigle sur la face frontale, l’occupant de 1940 exigeât leur effacement. Ensuite, on arrive devant la face sud où on peut voir la scène de la bataille d’août 1914 au 11 novembre 1918 avec un grenadier en action, un soldat avec son masque à gaz, un marin et un avion dans le ciel. Enfin, on revient à la face principale et frontale qui représente la victoire du 11 novembre 1918. On y voit un poilu avec un casque dans la main droite levée. Les traits du visage de ce soldat sont ceux du capitaine Retour (membre d’une famille textile fertoise) tué au combat à 26 ans. Initialement, il foulait aux pieds l’aigle allemand. L’occupant, lors de la Seconde Guerre mondiale, exigeât que l’aigle soit enlevé, menaçant sinon de dynamiter le monument.

### LeMonument aux morts de Marquéglise
Le Monument aux morts de Marquéglise a un piédestal orné de quatre bas-reliefs montrant différentes étapes de la vie et la mort d'un soldat. Sur le piédestal se tient une allégorie de la France surmontée d'un casque lié par le laurier. France est titulaire d'une couronne de laurier dans chaque main.

### Œuvres sculptées religieuses
| Années | Communes                | Œuvres                                                   |
| ------ | ----------------------- | -------------------------------------------------------- |
| 1924   | Ussy                    | Calvaire                                                 |
| 1927   | La Ferté-Macé           | Calvaire                                                 |
| 1928   | La Ferté-Macé           | Sacré-Cœur (chapelle de la Miséricorde)                  |
| 1929   | La Ferté-Macé           | Statue de Thérèse de l’Enfant Jésus et de la Sainte Face |
| 1931   | Alençon                 | Calvaire de Montsort                                     |
| 1931   | Les Tourailles          | Tympan de la basilique de Notre-Dame de Recouvrance      |
| 1932   | La Ferté-Macé           | Médaillons des curés Neveu et Macé                       |
| 1932   | Les Tourailles          | Fonts baptismaux                                         |
| 1932   | Penvern (Côtes-d'Armor) | Monument de la famille Orhant                            |
| 1933   | Les Tourailles          | Statues de Saint Pierre et Saint Paul                    |
| 1933   | Argentan                | Maître-autel des Bénédictines                            |
| 1935   | Sées                    | Sacré-Cœur (Petit séminaire)                             |
| 1935   | Sées                    | Stèle des bienfaiteurs                                   |
| 1936   | Marquéglise             | Calvaire                                                 |
| 1937   | Vimoutiers              | Vierge à l’Offrande (maître-autel)                       |
| 1941   | Les Tourailles          | Statues de Saint-Michel et de l’Archange Gabriel         |

## Vie privée
Marcel Pierre se marie en 1929 à Châtelaudren dans les Côtes du Nord. Son fils Roger né en 1922 et sa fille Yvonne né en 1927. En 1926, il s’installe dans une partie de l’ancien petit séminaire, place du Midi à la Ferté-Macé. Puis, en 1927 et 1928, il habite au 7 rue de la Chambrette. En 1929, il déménage de nouveau et arrive dans le faubourg de Couterne. En 1935, il revient à La Ferté-Macé, rue d’Hautvie. En 1940, son fils meurt accidentellement. Après la Seconde Guerre mondiale, en 1950, Marcel Pierre achète la maison de Wilfrid Challemel.